# Arial Unicode MS
Arial Unicode MS — шрифт класса нео-гротеск типа OpenType, основанный на Arial.
Он содержит 51180 знаков и покрывает большой диапазон Unicode 2.1. Шрифт разработала компания Agfa Monotype по заказу фирмы Microsoft. Шрифт поставляется вместе с Microsoft Office.

## Недостатки
Согласно разделу 7.7 стандарта Unicode 4.0.0, сочетание двойных диакритических знаков должно быть расположено между двух символов. Однако, для того чтобы исправить текст в Arial Unicode MS, диакритические знаки двойной ширины должны быть размещены после других. Это означает, что невозможно сделать текст, правильно отображающийся с Arial Unicode MS и с другими Unicode-шрифтами. Эта ошибка влияет на отображение текстов на Международном фонетическом алфавите и на ALA-LC латинизации.